# Vilhelm Fredrik Palmblad
Vilhelm Fredrik Palmblad, född 16 december 1788 i Liljestad vid Söderköping, död 2 september 1852 i Uppsala, var en svensk författare och översättare, docent i historia 1822 och professor i grekiska 1835 vid Uppsala universitet.

## Biografi
Palmblad var son till krigskommissarien Carl Fredrik Palmblad och Eva Katarina Fahlstedt. År 1828 gifte han sig med Mariana Rebecka Loenbom, dotter till kontraktsprosten och riksdagsmannen Johan Loenbom. Till följd av en felaktigt behandlad höftsjukdom blev Palmblad halt och han kunde därför inte leka normalt med jämnåriga. Istället läste han mycket.
Som student vid Uppsala universitet 1806 blev Palmblad vän med östgöten Per Daniel Amadeus Atterbom. År 1807 intogs han i föreningen Musis amici, vars mål var att åstadkomma en pånyttfödelse av den svenska litteraturen. Han förändrade dess organisation och namn till Auroraförbundet. Tillsammans med en annan student, Axel Stenhammar, köpte han 1810 Akademiska boktryckeriet i Uppsala, från vilket redan samma år första häftet utgavs av förbundets tidskrift Phosphoros. Efterhand utgick därifrån även skolans andra skrifter: Atterboms Poetisk Kalender och Svensk litteraturtidning, i vilka båda Palmblad var en verksam medarbetare, liksom senare i Hermes, Svea, Skandia, Mimer och Litteraturföreningens tidskrift som alla bar spår av den fosforistiska andan.
Palmblad blev filosofie magister 1815 och tillträdde 1822 en tjänst som docent i historia. Under flera terminer förestod han professuren i detta ämne och utnämndes, efter att 1825 ha blivit befordrad till extra ordinarie adjunkt, 1827 till ordinarie adjunkt i historia och statistik. Eftersom någon befordran på det historiska fältet inte var att vänta, sökte han professuren i grekiska och fick den 1835, sedan han under några år skött Erik Gustaf Geijers undervisning i samma ämne.
Från det att han anställdes såsom akademisk lärare, ägnade Palmblad mest sig åt geografisk och historisk forskning och publicerade flera epokgörande och pedagogiska arbeten.
Såsom exempel från den grekiska lärostolen gav han bland annat 1834 ut en metrisk översättning av Sofokles sorgespel Kung Oidipus. Redan 1811 hade han i Phosporos publicerat en översättning av Aiskylos Den fjättrade Prometheus och 1810–1813 en översättning av Ludwig Tiecks Folksagor i tre band.
Detta poetiska översättningsförsök ökades sedermera med andra nya översättningar av samme skald 1838–1841 samt av Aeschylos' sorgespel (1841–1845). För studenter i grekiska skrev han Grekisk Fornkunskap (1843–1845).
Sina etnografiska och geografiska kunskaper visade han prov på i Om persernas fornhäfder (i Hermes 1821), Om hinduernas fornhäfder (i Svea 1822) samt de större arbetena Palaestina (1823), Handbok i physiska och politiska äldre och nyare geographien (fem band, 1826–1835), Utkast till färderneslandets geographi (1829) och Lärobok i nyare historien (1832).
Palmblad var således en både flitig och mångsidig författare men hans arbetsförmåga räckte även till andra områden, framför allt skönlitteratur. Särskilt sedan han i slutet av 1830-talet lämnat tryckeriet och förlaget fick han tid över att ägna sig mer åt författarskapet.
Efter att i ungdomen ha bidragit till Poetisk Kalender med flera noveller, till exempel serien med "Vådelden" (1812), "Fjällhvalfvet" (1812), "Resorna" (1813), "Slottet Stjerneborg" (1814) och "Åreskutan" (1818) samt de fristående "Amala (1817) "Holmen i sjön Dall" (1819, alluderar på "Heimdal", ett kärt ämne för Phosphoristerna), producerade han under senare delen av sin levnad två större romantiska arbeten, Familjen Falkensvärd - en omarbetning av en del ungdomsberättelser (1844–1845) – samt Aurora Königsmark och hennes slägt (1846–1849). Så som han under sina tidiga år med liv och värme deltagit i den tidens litterära strider, deltog han senare i den politiska diskussionen som konseravativ, med arbeten som Den argusiska dynastien (1825) och Om sällheten av en ministerial-styrelese (1841) och senare med en mängd artiklar i tidningen Tiden, vars redaktör han var 1847-1851.
Slutligen bör nämnas hans betydande andel vid författandet av det stora arbetet Biographiskt Lexikon öfver namnkunnige svenska män samt hans talrika bidrag till Brockhaus konversationslexikon, Ersch och Grubers Encyklopädie med flera. Palmblad, som i grunden var ett mera praktiskt än "spekulativt" geni, var på många sätt en betydande kraft. Ingen av de svenska nyromantikerna var så uthållig i försvaret av skolans politiska och samhälliga åskådning.
Palmblad är begravd på Uppsala gamla kyrkogård.